# Брьоньойсун
Брьо̀ньойсун (на норвежки: Brønnøysund) е град в Централна Норвегия. Разположен е на Норвежко море във фюлке Норлан на около 600 km северно от столицата Осло. Главен административен център на община Брьоньой. Получава статут на град на 1 януари 1964 г. Има малко пристанище и летище. Население 4474 жители според данни от преброяването към 1 януари 2008 г.